# Амазонский лесной сокол
Амазонский лесной со́кол (лат. Micrastur buckleyi) — вид хищных птиц из семейства соколиных (Falconidae). Подвидов не выделяют. Видовое название дано в честь американского энтомолога и коллектора в Боливии и Эквадоре Чарльза Бакли (англ. Charles Buckley).

## Описание
Лесной сокол средних размеров, размах крыльев всего в 1,5 раза превышает длину тела, длина крыла варьирует от 21 до 22 см, а длина хвоста — от 21,5 до 23,5 см. Ноги относительно короткие, длина цевки варьирует от 55 до 65 мм. Верхняя часть тела черноватая, за исключением широкого белого воротника и белых пятен на кроющих перьях надхвостья. Хвост черноватый с белыми кончиками и тремя белыми полосками. Нижняя часть тела в основном белого цвета, включая низ крыльев, в отличие от тёмно-серых маховых перьев с белыми полосами. Глаза тёмно-коричневые. Восковица, область между глазом и клювом и широкие кольца вокруг глаз бледного зеленоватого цвета, ноги жёлтые.

## Биология
Биология практически не изучена. Предполагают, что короткие ноги у амазонского лесного сокола могут быть приспособлением для поиска пищи на деревьях, а не для бега по земле. Также считают, что в отличие от ошейникового лесного сокола в рационе данного вида птицы не составляют значительной доли.

## Распространение и места обитания
Распространены в западной части Амазонии на территории Перу, Эквадора и крайнего юга Колумбии. Естественными местами обитания являются субтропические и тропические влажные низинные леса.